# Buta, Kongo-Kinshasa
Buta är en stad i Kongo-Kinshasa. Den är provinshuvudstad i provinsen Bas-Uele, i den norra delen av landet, 1 300 km nordost om huvudstaden Kinshasa.